# 王汝琪
王汝琪（1912年—1990年），女，江苏无锡人，生于直隶（今河北）柏乡，中华人民共和国法学家，延安整风运动期间曾与丈夫被划入“王实味五人反党集团”。曾任中华全国律师协会副会长，第二、五届全国政协委员。

## 家庭
丈夫陈传纲。